# Championnat d'Uruguay de football 1955
Navigation
Édition précédente Édition suivante
La 53e édition du championnat d'Uruguay de football est remportée par le Club Nacional de Football. C’est le vingt-troisième titre de champion du club. Le Nacional l’emporte avec quatre points d’avance sur le Club Atlético Peñarol. Club Atlético Cerro complète le podium.
Un système de promotion/relégation est en place : le dernier du championnat est automatiquement remplacé par le premier du championnat Intermedia, la deuxième division uruguayenne. Club Atlético River Plate est relégué en deuxième division et est remplacé par Racing Club de Montevideo.
Tous les clubs participant au championnat sont basés dans l’agglomération de Montevideo.
Javier Ambrois (Club Nacional de Football) termine avec 17 buts en 18 matchs meilleur buteur du championnat. 

## Les clubs de l'édition 1955
| \| Montevideo: · Danubio Fútbol Club · Club Atlético Cerro · Defensor · Nacional · Peñarol · Liverpool · Club Atlético Progreso · River Plate · Rampla Juniors · Wanderers · Sud América Montevideo \| Localisation des clubs engagés dans le championnat. |
| Montevideo: · Danubio Fútbol Club · Club Atlético Cerro · Defensor · Nacional · Peñarol · Liverpool · Club Atlético Progreso · River Plate · Rampla Juniors · Wanderers · Sud América Montevideo                                                           |

| Club                             | Stade | Capacité | Ville      |
| -------------------------------- | ----- | -------- | ---------- |
| Club Atlético Cerro              | -     | -        | Montevideo |
| Danubio Fútbol Club              | -     | -        | Montevideo |
| Defensor Sporting Club           | -     | -        | Montevideo |
| Liverpool Fútbol Club            | -     | -        | Montevideo |
| Club Nacional de Football        | -     | -        | Montevideo |
| Club Atlético Peñarol            | -     | -        | Montevideo |
| Rampla Juniors Fútbol Club       | -     | -        | Montevideo |
| Club Atlético River Plate        | -     | -        | Montevideo |
| Institución Atlética Sud América | -     | -        | Montevideo |
| Montevideo Wanderers Fútbol Club | -     | -        | Montevideo |

## Compétition

### Classement
Le classement est établi sur le barème de points suivant : victoire à 2 points, match nul à 1, défaite à 0.
| Rang | Équipe                           | Pts | J  | G  | N | P  | Bp | Bc | Diff |
| ---- | -------------------------------- | --- | -- | -- | - | -- | -- | -- | ---- |
| 1    | Club Nacional de Football        | 31  | 18 | 14 | 3 | 1  | 53 | 21 | +32  |
| 2    | Club Atlético Peñarol T          | 27  | 18 | 10 | 7 | 1  | 36 | 17 | +19  |
| 3    | Club Atlético Cerro              | 22  | 18 | 6  | 6 | 6  | 30 | 19 | +11  |
| 4    | Danubio Fútbol Club              | 18  | 18 | 6  | 6 | 6  | 37 | 32 | +5   |
| 5    | Defensor Sporting Club           | 17  | 18 | 6  | 5 | 7  | 29 | 38 | -9   |
| 6    | Rampla Juniors Fútbol Club       | 16  | 18 | 5  | 6 | 7  | 28 | 31 | -3   |
| 7    | Montevideo Wanderers             | 16  | 18 | 5  | 6 | 7  | 21 | 24 | -3   |
| 8    | Institución Atlética Sud América | 16  | 18 | 6  | 3 | 9  | 23 | 41 | -18  |
| 9    | Liverpool Fútbol Club            | 12  | 18 | 6  | 1 | 11 | 22 | 31 | -9   |
| 10   | Club Atlético River Plate        | 9   | 18 | 2  | 5 | 11 | 15 | 40 | -25  |

| Légende : Qualifications et relégations | Légende : Qualifications et relégations |
| --------------------------------------- | --------------------------------------- |
|                                         | Champion d’Uruguay                      |
|                                         | Relégué en deuxième division            |
|                                         | T : Tenant du titre P : Promus          |

## Bilan de la saison
| Championnat d'Uruguay de football 1955 |                                       |
| Champion                               | Club Nacional de Football (23e titre) |
| Promotions et relégations              |                                       |
| Promus en Primera División             | Racing Club de Montevideo             |
| Relégués en Intermedia                 | Club Atlético River Plate             |

## Statistiques

### Meilleur buteur
1. Javier Ambrois (Club Nacional de Football), 17 buts.